# Mithraeum (Doura Europos)
Pour les articles homonymes, voir Mithraeum.
Le mithraeum est un sanctuaire mithriaque situé dans l'îlot J5 de la ville parthe et romaine de Doura-Europos, sur l'Euphrate en Syrie orientale. L'édifice fut découvert par la mission archéologique franco-américaine de Doura-Europos en 1933-1934. Les fouilles ont révélé l'existence de trois phases de construction pour l'édifice de culte qui succéda à une maison particulière, à partir de 168 et demeura en usage jusqu'à la destruction de la ville par les Sassanides en 256. Il est l'un des plus importants édifices cultuels découverts à Doura avec la synagogue et la domus ecclesiae.

## De la demeure particulière au mithraeum

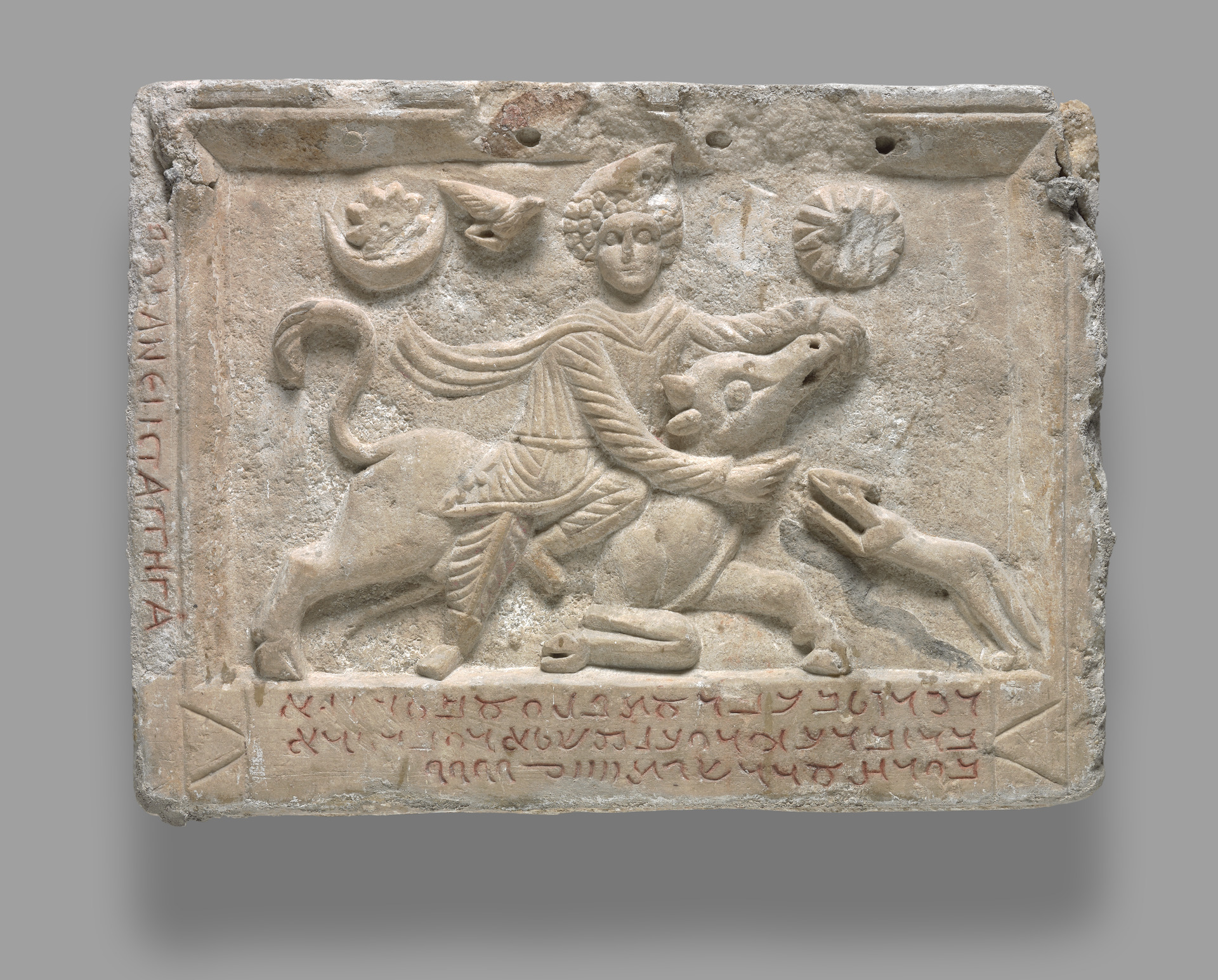
Relief avec inscription

Le mithraeum est au départ une simple pièce réaménagée dans une maison privée plus ancienne située dans l'îlot J5, entre les tours 23 et 24, près de l'extrémité nord du rempart et à côté du Temple de Bêl de Doura Europos. L'îlot remonte à la période parthe (IIe siècle av. J.-C. au IIe siècle apr. J.-C., et plusieurs inscriptions du début du IIe siècle remployées dans les édifices postérieurs montrent que cette partie de la ville abritaient plusieurs sanctuaires. L'aménagement du lieu de culte intervient peu après la reprise de contrôle de la ville par les Romains en 168. L'une des pièces de la maison est divisée en trois dans sa longueur par la construction de deux podia de chaque côté d'une allée centrale. Un autel est élevé contre le mur occidental et une niche ouverte dans le même mur, où sont placés deux reliefs rectangulaires représentant la tauroctonie de Mithra. Deux inscriptions accompagnant les reliefs indiquent que cette construction est entreprise par des soldats d'un détachement palmyrénien de la IIe Cohorte Ulpienne de l'armée de Lucius Verus, alors probablement en garnison à Doura : il s'agit de deux officiers du détachement, un certain Ethpeni dont l'inscription en palmyrénien date de 168, et un nommé Zénobios, dont l'inscription de 171 est rédigée en grec. L'un d'entre eux au moins occupe peut-être la maison à titre de résidence.
Ce premier mithraeum paraît avoir été abandonné vers la fin du IIe siècle car la maison tombe alors en ruines.

## Le mithraeum intermédiaire (vers 209-211)
En préparation de la campagne prévue par Caracalla en Perse, la garnison de Doura-Europos est fortement renforcée et le campement militaire dans la ville reconstruit vers 209-211. La maison au mithraeum est rasée, sauf le mur ouest jusqu'à hauteur des reliefs et les banquettes latérales, et de nouveaux murs construits de façon à former une longue salle de culte. Une inscription rapporte l'inauguration du sanctuaire rénové par un certain Antionius Valentinus, centurion des vexillations des légions IV Scythica et XVI Flavia Firma.

## Le dernier mithraeum (vers 240-256)
L'édifice est rénové et de nouveau agrandi vers 240, mais sans que la structure de base ne soit modifiée cette fois.